# Endgame (Rise-Against-Album)
Endgame ist das sechste Studioalbum der US-amerikanischen Punk-Band Rise Against. Es erschien am 11. März 2011 in Deutschland (am 15. März 2011 in den USA) bei Interscope.

## Entstehung und Veröffentlichung
Am 13. September 2010 wurde bekannt gegeben, dass die Aufnahmen für das neue Album Endgame bereits begonnen hatten, der Name wurde allerdings erst Ende Dezember 2010 bekannt gegeben. Die Arbeiten zum neuen Album gingen laut Zach Blair sehr gut voran, wie er auf der DVD Another Station: Another Mile erwähnte. Bei Midnight Hands wirkte Matt Skiba mit, bei Broken Mirrors Chad Price. Die erste Single des Albums erschien am 18. Januar 2011 mit dem Titel Help Is on the Way, die zweite Single namens Architects folgte am 14. Februar 2011.
Endgame ist außerdem das erste Album von Rise Against, das sich mit Homophobie und Mobbing auseinandersetzt. Die dritte Single Make It Stop (September’s Children) handelt von den Suiziden im September der LGBT-Community. Die Opfer Tyler Clementi (18 Jahre), Billy Lucas (15 Jahre), Harrison Chase Brown (15 Jahre), Seth Walsh (13 Jahre) und Cody J. Barker (17 Jahre) werden dabei besonders miteinbezogen.

## Titelliste
| #   | Titel                                                       | Länge |
| --- | ----------------------------------------------------------- | ----- |
| 1.  | Architects                                                  | 3:42  |
| 2.  | Help Is on the Way                                          | 3:57  |
| 3.  | Make It Stop (September’s Children)                         | 3:55  |
| 4.  | Disparity by Design                                         | 3:49  |
| 5.  | Satellite                                                   | 3:59  |
| 6.  | Midnight Hands                                              | 4:18  |
| 7.  | Survivor Guilt                                              | 4:00  |
| 8.  | Broken Mirrors                                              | 3:55  |
| 9.  | Wait for Me                                                 | 3:40  |
| 10. | A Gentlemen’s Coup                                          | 3:46  |
| 11. | This Is Letting Go                                          | 3:41  |
| 12. | Endgame                                                     | 3:24  |
| 13. | Lanterns (iTunes Bonustrack)                                | 3:49  |
| 14. | The Good Left Undone (Bonustrack der australischen Edition) | 3:02  |

## Rezeption
Von Kritikern wurde das Album meistens positiv bewertet.

„Respekt Jungs, eurer neues Album ist richtig gut geworden und kann ausnahmslos empfohlen werden. Damit werden es RISE AGAINST sicher schaffen, ihren Bekanntheitsgrad noch ein wenig zu steigern! Daumen hoch, volle Punktzahl und den Regler auf zehn gestellt!“

„Rise Against setzen mit „Endgame“ ihren Weg der letzten Jahre unbeirrt fort. Sowohl musikalisch als auch inhaltlich. Und landeten prompt auf Platz 1 der deutschen Albumcharts. Rise Against hatten stets etwas zu sagen und legen auch dieses Mal Finger in Wunden, stellen Fragen und laden zum Nachdenken ein. Der gehobene Zeigefinger spielt nach wie vor keine Rolle.“

„‚Endgame‘ ist der letzte verbliebene Held des medialen Zeitalters, der nach wie vor an den Fronten steht und nicht aufgibt dafür zu kämpfen und lautstark zu demonstrieren wofür er einsteht. RISE AGAINST bürgen für die Taten anderer und schaffen es in Zeiten der Ausweglosigkeit Hoffnung und Trost zu spenden.“

## Kommerzieller Erfolg

### Chartplatzierungen
| ChartsChartplatzierungen       | Höchstplatzierung | Wochen |
| ------------------------------ | ----------------- | ------ |
| Deutschland (GfK)              | 1 (16 Wo.)        | 16     |
| Österreich (Ö3)                | 3 (11 Wo.)        | 11     |
| Schweiz (IFPI)                 | 12 (5 Wo.)        | 5      |
| Vereinigte Staaten (Billboard) | 2 (19 Wo.)        | 19     |
| Vereinigtes Königreich (OCC)   | 27 (2 Wo.)        | 2      |

### Auszeichnungen für Musikverkäufe
| Land/Region        | Auszeichnungen für Musikverkäufe (Land/Region, Auszeichnung, Verkäufe) | Verkäufe |
| ------------------ | ---------------------------------------------------------------------- | -------- |
| Deutschland (BVMI) | Platin                                                                 | 200.000  |
| Kanada (MC)        | Platin                                                                 | 80.000   |
| Österreich (IFPI)  | Platin                                                                 | 15.000   |
| Insgesamt          | 3× Platin ·                                                            | 295.000  |